# Charlie Soong

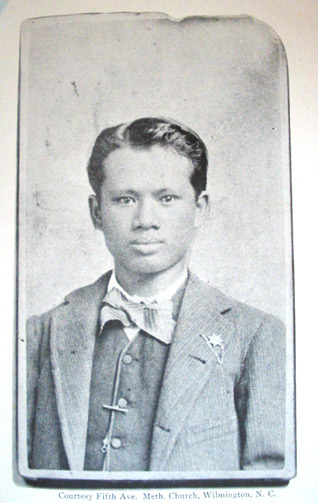
Charlie Soong – Vater der Song-Schwestern – in jungen Jahren (1882–1886)

Charles Jones Soong a) (chinesisch 宋嘉澍, Pinyin Sòng Jiāshù; b) * 17. Oktober 1861 in Wenchang, Hainan; † 3. Mai 1918 in Schanghai) war ein Methodistenprediger chinesischer Abstammung, der durch seine Tätigkeit als Unternehmer im Bank- und Verlagswesen zu einem beträchtlichen Vermögen kam. Vor und während der Xinhai-Revolution im Jahr 1911 war er ein enger Freund und Anhänger von Sun Yat-sen. Seine Kinder wurden zu einigen der prominentesten Persönlichkeiten im republikanischen China und der Volksrepublik China.

## Leben
Charlie Soong wurde als Han Chiao-chun (韓教凖,  Hán Jiāozhǔn) vermutlich am 17. Oktober 1861 in einem Vorort von Wenchang in der Provinz Hainan als Sohn von Han Hung-i (韓鴻翼,  Hán Hóngyì) geboren. Manche Quellen nennen auch das Geburtsjahr 1863 oder 1866. Im Alter von etwa siebzehn Jahren adoptierte ihn ein kinderloser Verwandter mütterlicherseits, änderte seinen Familiennamen in Soong und nahm ihn mit nach Boston (Massachusetts), wo er ein Tee- und Seidengeschäft besaß. Nachdem er eine Zeit lang als Lehrling in dem Geschäft gearbeitet hatte, lief Soong davon und meldete sich als Kabinenjunge bei der U.S. Revenue Marine (dem Vorläufer der U.S. Coast Guard) an Bord der USS Albert Gallatin unter dem Kommando von Captain Eric Gabrielson. Nach etwa einem Jahr Dienst wurde Gabrielson nach Wilmington, North Carolina, versetzt. Soong folgte Gabrielson kurze Zeit später nach North Carolina, um auf der USS Schuyler Colfax zu arbeiten. Nach seiner Ankunft in Wilmington konvertierte Soong zum christlichen Glauben und ließ sich als Charles Jones Soon taufen. In späteren Jahren änderte er die Schreibweise des Familiennamens in Soong. Die methodistische Kirche sah in Soon ein großes Potenzial und glaubte, dass er ein guter Missionar sein würde. Der Präsident des Trinity College, Braxton Craven, scheint Soons Einschreibung am College unterstützt zu haben. Soon studierte später an der Vanderbilt University, wo er 1885 einen Abschluss in Theologie erwarb. 
1886 wurde er als christlicher Missionar nach Schanghai geschickt, nachdem er bis dahin fast die Hälfte seines Lebens im Ausland verbracht hatte. 1894 knüpfte Charlie Soong die wohl wichtigste Verbindung in seinem Leben, als er Sun Yat-sen bei einem Sonntagsgottesdienst in einer methodistischen Kirche in Schanghai traf. Charlie Soong trat aber in China weniger durch seine Tätigkeit als Unternehmer in Erscheinung, vielmehr kam er als Unternehmer im Bank- und Verlagswesen zu einem beträchtlichen Vermögen.
In den Jahren vor der Revolution von 1911 gründete Charlie Soong mit seiner Frau Nyi Kwei-twang eine Familie in Schanghai. Während der Xinhai-Revolution 1911 galt er als ein enger Freund und Anhänger von Sun Yat-sen, zu dem er nach dem Scheitern der Revolution nach Tokio ging.  Allerdings entwickelte sich während seiner Zeit in Tokio eine Beziehung zwischen seiner Tochter Ching-ling und Sun, die er als höchst problematisch empfand, da Sun schon verheiratet war. Als Charlie Soong 1916 mit seiner Familie zurück nach Schanghai zog, blieben Ching-ling und Sun heimlich in Kontakt. So war Charlie Soong empört, als Ching-ling darum bat, nach Japan zurückzukehren, um sich Sun anzuschließen. Als sie sich ihm widersetzte und mitten in der Nacht mit einem Boot nach Tokio flüchtete, reichte dies für Charlie Soong aus, um alle Beziehungen zu Sun Yat-sen abzubrechen und seine Tochter fürderhin zu verleugnen.
Charlie Soong starb am 3. Mai 1918. Als Ursache gilt die Brightsche Krankheit, die heute als chronische Nephritis (eine Art Nierenerkrankung) bekannt ist.

## Familie
Charlie Soong hatte mit seiner Frau Nyi Kwei-twang (Ni Kwei-tseng) sechs Kinder. Die drei Töchter waren als die Soong-Schwestern (宋家姐妹,  Sòngjiā Jiěmèi – „die Schwester der Song-Familie“) bekannt, die in den 1930er Jahren mit den wichtigsten Personen der chinesischen Politik verheiratet waren.
- Song Ailing (宋靄齡, Soong Ai-ling, 1890–1973), Ehefrau des Bankiers H. H. Kung
- Song Qingling (宋慶齡, Soong Ching-ling, 1893–1981), Ehefrau des Politikers Sun Yat-sen
- Song Meiling (宋美齡, Soong May-ling, 1897–2003), Ehefrau des Generals Chiang Kai-shek

Außerdem gab es noch drei Brüder, die wichtige Funktionen in der Republik China innehatten.
- T. V. Soong c) (宋子文,  Song Zǐwén, 1894–1971), Finanzminister und Leiter der Central Bank of China (Taiwan)
- T. L. Soong d) (宋子良,  Song Zǐliáng), Geschäftsmann in New York
- T. A. Soong e) (宋子安,  Song Zǐ’ān; – 1969), Präsident der Bank of Canton, Hong Kong